# Distretto di Bogd (Bajanhongor)
Il distretto di Bogd è uno dei venti distretti (sum) in cui è suddivisa la provincia di Bajanhongor, in Mongolia. Al censimento del 2006 contava 2 900 abitanti.